# Kollaps Tradixionales
Albums de A Silver Mt. Zion
13 Blues for Thirteen Moons
Kollaps Tradixionales est le sixième album du groupe canadien A Silver Mt. Zion sous le nom Thee Silver Mt. Zion Memorial Orchestra sorti en février 2010 par le label Constellation Records.
Les chansons "I Built Myself a Metal Bird", "I Fed My Metal Bird the Wings of Other Metal Birds" et "There Is a Light" ont été précédemment jouées sur scène.

Pour cet album, le groupe a commencé un blog sur leur site officiel. Après le départ d'Eric Craven, c'est aussi le premier album avec le batteur David Payant.

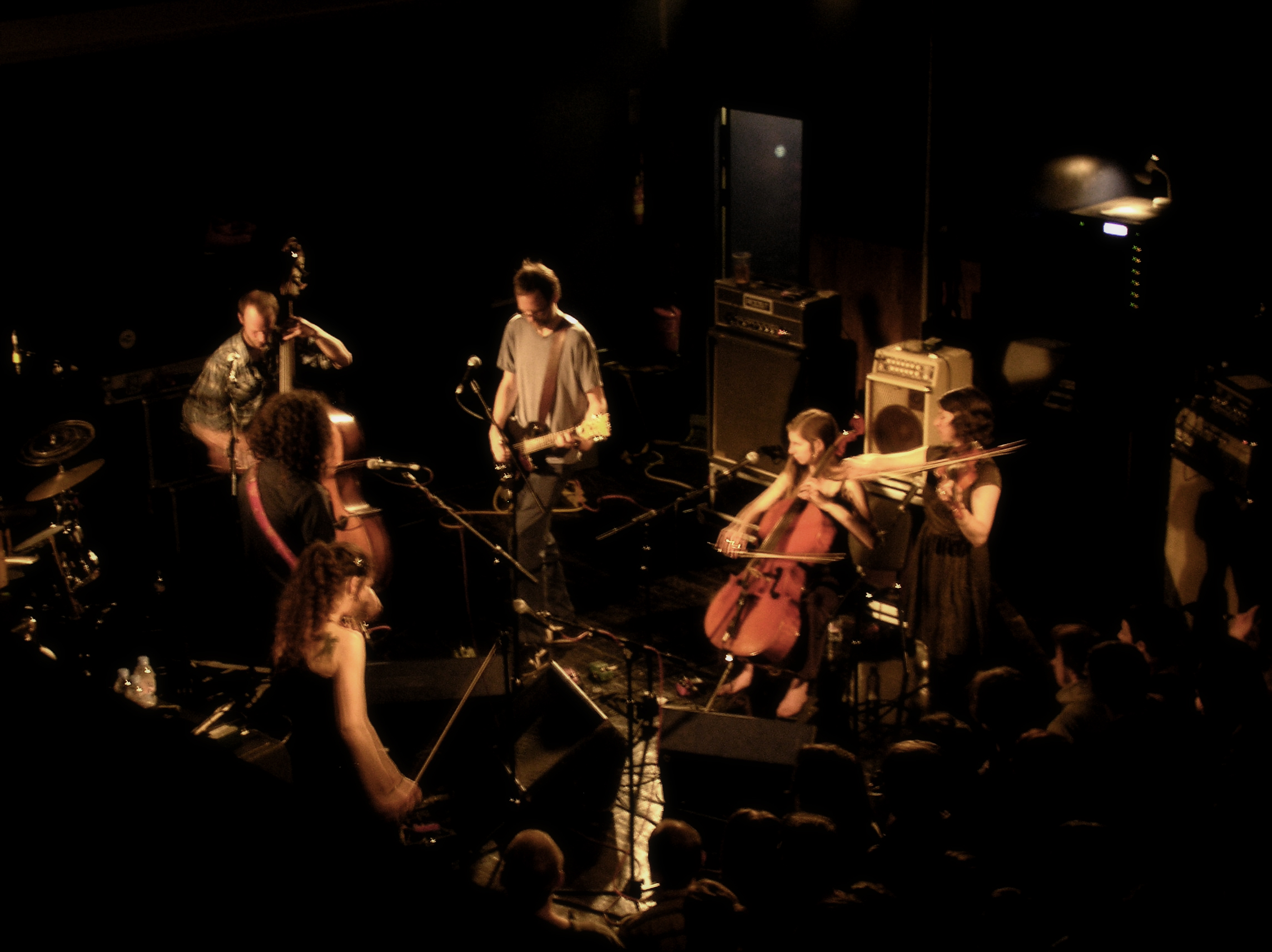

Typiquement pour le label Constellation Records, l'album a été réalisé avec quelques extras. Le CD est au format digipack. Le disque vinyle est disponible avec une copie du CD, un livre graphique de 16 pages composé de collages réalisés par Efrim Menuck et le photographe/réalisateur Jem Cohen (en), ainsi qu'un poster en édition limitée.

## Titres
1. "There Is a Light" – 15:19
2. "I Built Myself a Metal Bird" – 6:17
3. "I Fed My Metal Bird the Wings of Other Metal Birds" – 6:18
4. "Kollapz Tradixional (Thee Olde Dirty Flag)" – 6:09
5. "Collapse Traditional (For Darling)" – 1:29
6. "Kollaps Tradicional (Bury 3 Dynamos)" – 6:48
7. "'Piphany Rambler" – 14:19

## Membres
Thee Silver Mt. Zion Memorial Orchestra
- Efrim Menuck – guitare, orgue, piano, voix
- Thierry Amar – contrebasse, cuivre, voix
- Sophie Trudeau – violon, voix
- Jessica Moss – violon, voix
- David Payant - batterie, orgue, piano, voix

Cuivres sur "There Is a Light" :
- Gordon Allen - trompette
- Adam Kinner - saxophone tenor
- Matana Roberts - saxophone alto
- Jason Sharp - saxophone baryton

Production
- Enregistrement par Howard Bilerman et Radwan Moumneh
- Post-production par Harris Newman à Greymarket